# Scandolara Ripa d'Oglio
Scandolara Ripa d'Oglio là một đô thị ở tỉnh Cremona, vùng Lombardia của Italia, có vị trí cách khoảng 80 km về phía đông nam của Milan và khoảng 13 km về phía đông bắc của Cremona. Tại thời điểm ngày 31 tháng 12 năm 2004, đô thị này có dân số 640 người và diện tích là 5,7 km².
Scandolara Ripa d'Oglio giáp các đô thị: Alfianello, Corte de' Frati, Gabbioneta-Binanuova, Grontardo, Seniga.